# Нойкино
Нойкино — село в Бугурусланском районе Оренбургской области¸ административный центр Нойкинского сельсовета.

## География
Находится на расстоянии примиерно 24 километра по прямой на северо-восток от центра города Бугуруслан.

## История
Нойкино начало заселяться в 1769 году мордвой-эрзя по разрешению Оренбургской губернской канцелярии. Свое современное название село получило по имени первого поселенца Нуя (Нуй). За все время существования село неоднократно меняло свое название- Каменка, Каменьташ, Нойкино. В советские времена работали колхозы «Новая жизнь», им. Красина, им.Крупской, им.Фрунзе и «Победа». В период с 1867 по 1870 год на средства крестьянского общества в селе была построена Михайло-Архангельская церковь. 

## Население
Население составляло 542 человека в 2002 году (мордва 79%), 450 по переписи 2010 года.